# Кинезитерапия

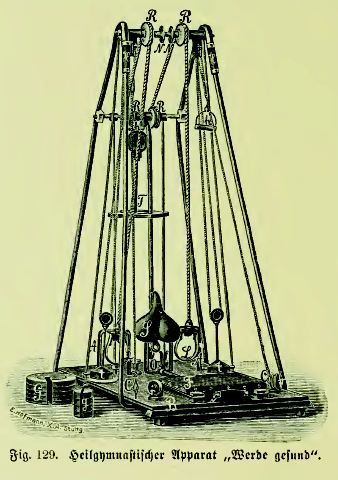
Лечебно-гимнастический аппарат «Будь здоров», использовавшийся для кинезитерапии в начале XX века

Кине́зитерапи́я  (кинезиотерапи́я, кинезотерапи́я, от греч. κίνησις — «движение» и θεραπεία — «лечение»; англ. kinesitherapy) — реабилитационная методика, вариант лечебной физической культуры. Синонимы: физическая терапия, восстановительная гимнастика, врачебная гимнастика.
Теоретической основой кинезитерапии является кинезиология.
Точное определение метода у кинезитерапии отсутствует, каждый автор предлагает собственную методику.

## Описание
Движение издавна применяется в качестве лечебного средства для поддержания здоровья и реабилитации после болезней.
Современные термины «кинезиотерапия»,  «кинезотерапия» и «кинезитерапия» (одно и то же слово в разных написаниях), «физическая терапия», «лечебная физкультура», «восстановительная гимнастика» обозначают двигательные реабилитационные методики — это синонимы. Синонимы — «врачебная гимнастика», «мототерапия».
В 1928 году в СССР был принят термин «лечебная физическая культура» (ЛФК) взамен терминов «кинезитерапия», «мототерапия» и «врачебная гимнастика».
В некоторых странах (Румыния, Литва, Люксембург, Руанда) «кинетотерапевтами», «кинезиотерапевтами» или «кинезитерапевтами» в настоящее время называют специалистов по лечебной физкультуре (рум. Kinetoterapeut, лит. Kinesitherapist и Kineziterapeutas, …).
Кинезитерапия (лечебная физкультура) бывает активной формой, когда пациент двигается сам под контролем врача, и пассивной формой, когда врач или инструктор придаёт движение пациенту. В части методик применяются приспособления (аппараты).
Целью методик лечения движением является уменьшение мышечного напряжения, улучшение эластичности мышц, увеличение амплитуды движений, восстановление кровообращения, уменьшение воспаления. Среди методов встречаются разные варианты массажа.
Специалист по кинезиотерапии (кинезиотерапевт) не является врачебной специальностью, кинезиотерапией имеют право заниматься люди с высшим немедицинским образованием.

## Показания
Кинезитерапия назначается при кистозном фиброзе (муковисцидозе) у детей наряду с медикаментозным лечением. Может использоваться при физической реабилитации беременных с анемией, при гипертонической болезни, при шейном остеохондрозе и дорсопатии, при реабилитации людей с заболеваниями костно-мышечной системы.
Курс кинезиотерапии назначается людям, страдающим тем или иным заболеванием опорно-двигательного аппарата:
- остеохондроз позвоночника (дорсалгия, грыжи межпозвонковых дисков с рефлекторно-мышечными синдромами, нестабильность сегментов позвоночника — шейного и пояснично-крестцового отделов);
- коксартроз, гонартроз I—II степени;
- плече-лопаточный периартроз;
- сколиоз, нарушение осанки;
- полинейропатии различного генеза, в том числе наследственные;
- центральные и периферические параличи и парезы;
- состояния после хирургических вмешательствах на конечностях (через 2—3 недели) с функциональными нарушениями опорно-двигательного аппарата;
- болевые ощущения в области крупных суставов и позвоночника с функциональными нарушениями.

## Противопоказания

### Относительные
- Состояния после операций на позвоночнике с формированием анкилозов
- Оперативные вмешательства на суставах в ранний послеоперационный период
- Острые травмы с разрывом сухожилий и мышц
- Декомпенсация сердечно-сосудистой, дыхательной систем, печени и почек выше I степени
- Онкологические заболевания позвоночника и суставов

### Абсолютные
- Злокачественная онкология
- Открытые и закрытые кровоизлияния
- Острое предынфарктное или предынсультное состояние
- Перелом трубчатых костей (до момента сращивания)